# Fascia cervical profunda
Una fascia es un conjunto de membranas fibrosas que envuelven a todos los músculos, y su función consiste en oponerse a su desplazamiento lateral cuando estos se contraen. En el cuello, las aponeurosis presentan poco desarrollo, excepto las de los músculos de los canales vertebrales, donde tienen mayor grosor y son más resistentes.  Cubre los músculos prevertebrales yendo desde la apófisis basilar del occipital hasta la apófisis transversas de las vértebras cervicales. De ahí el nombre aponeurosis prevertebral.

## Fascia cervical profunda
La fascia cervical profunda se localiza bajo la piel, la fascia superficial y el músculo platisma. Se trata de una lámina fina que cubre la región del cuello como un collar. En su parte superior la fascia se inserta en el periostio de la protuberancia occipital externa, la apófisis mastoides del hueso temporal, el orificio auditivo externo, el borde inferior del arco cigomático y la fascia del masetero.

## Fijaciones anatómicas
- Por arriba: A la apófisis basilar del occipital.
- Lateralmente: A las apófisis transversas de las cervicales, donde se continúa con la aponeurosis de los escalenos. Por medio de esta se une a la cara profunda de la aponeurosis superficial, por delante del borde anterior del trapecio y la aponeurosis media, que separa de esta manera la vaina visceral por delante de la vaina muscular del cuello por detrás.
- Por delante: En la línea media, está en relación con la faringe y el esófago, a los que se une mediante una capa de tejidos celulares muy laxos; lateralmente se relaciona con la carótida, con la yugular interna, con el neumogástrico y con las ramas anteriores de los nervios raquídeos, que son englobados por la aponeurosis prevertebral.
- Por detrás: Recubre los músculos prevertebrales, a los que envía expansiones que los envuelven: largo del cuello y rectos del abdomen.

## Compartimientos anatómicos
Las fascias del cuello, circunscriben por delante de la columna vertebral, cuatro compartimentos distintos:
1. Primer compartimento o subcutáneo: Entre la piel y la aponeurosis cervical superficial, el cual contiene al músculo cutáneo, la vena yugular externa y los nervios subcutáneos.
2. Segundo compartimento: Entre aponeurosis superficial y la media, que contiene la vena yugular anterior y los músculos hioideos.
3. Tercer compartimento: El mayor y más importante; limitado: por delante, por la aponeurosis cervical media, por detrás, por la aponeurosis cervical prevertebral. Contiene: la glándula tiroides, la laringe, la tráquea, la faringe, el esófago, el sistema simpático, las carótidas, la yugular interna y el nervio neumogástrico, estos tres órganos encerrados en una vaina común. Este compartimento comprende la vaina visceral y la vaina vascular.
4. Cuarto compartimento o prevertebral: Entre aponeurosis prevertebral y la columna cervical, es ocupado por los tres músculos prevertebrales.[5]

## Funciones
- Sostienen las vísceras (por ejemplo la glándula tiroides), los músculos, vasos y los ganglios linfáticos profundos.
- Asimismo, la fascia cervical profunda se condensa alrededor de las arterias carótidas comunes, las venas yugulares internas (VYI) y los nervios vagos para formar la vaina carotídea.
- Limitan la diseminación de abscesos (colecciones de pus) producidos por las colecciones cervicales.
- También, la fascia cervical profunda proporciona la superficie de deslizamiento que permite a las estructuras cervicales moverse entre sí sin dificultad, como sucede durante la deglución o los giros de la cabeza y el cuello.[6]

## Relaciones anatómicas
Por su cara superficial se relaciona con la faringe y el esófago en la línea media, con el paquete vasculonervioso del cuello hacia los lados y con la cadena simpática cervical por dentro y atrás.

## Espacios anatómicos de importancia clínica
Espacio submandibular: Se encuentra entre los triángulos submentoniano y submandibular, entre la mucosa del piso de la boca y la capa superficial de la fascia cervical profunda. Se divide por el músculo milohioideo en:
- Espacio sublingual: Contiene la glándula sublingual, nervio hipogloso, parte de la glándula submandibular y tejido conectivo laxo.
- Espacio submilohioideo: Contiene las glándulas salivales submandibulares y linfonodos. Las dos divisiones se comunican posteriormente alrededor del músculo milohiodeo.

Espacio parafaríngeo: También conocido como espacio faríngeo lateral o faringeomaxilar, este espacio se localiza en la cara lateral del cuello y tiene forma de cono invertido, con base en el cráneo y ápice en el hueso hioides. Está inmerso en el músculo constrictor de la faringe, y medialmente contiguo a la fascia pretraqueal del compartimento visceral, y lateralmente con la fascia superficial (que envuelve la glándula parótida), el músculo pterigoideo interno y la mandíbula. Se subdivide en:
- Compartimento anterior (preestiloideo o muscular): No contiene estructuras vitales, solo grasa, linfonodos, tejido conectivo y músculo. Este compartimento es el que se encuentra más cercanamente relacionado con la fosa amigdalina y el músculo pteriogoideo interno.
- Compartimento posterior (retroestiloideo o neurovascular): Contiene los pares craneales IX a XII, la envoltura carotídea y su contenido, y el tronco simpático cervical. La envoltura carótida, que se encuentra en la cara posterior del espacio parafaríngeo, perfora el cono en su ápice para entrar al mediastino.

Espacio retrofaríngeo y prevertebral: Está delimitado anteriormente por los músculos constrictores del cuello y posteriormente por la capa superficial de la fascia cervical profunda. Se sitúa detrás de la hipofaringe y el esófago, se comunica con el espacio parafaríngeo lateralmente donde se encuentra la envoltura carótida. Este espacio incluye a su vez:
- Espacio “peligroso”: Se encuentra posterior al espacio retrofaríngeo, se extiende de la base del cráneo y desciende libremente a través de todo el mediastino posterior a nivel del diafragma (T1 a T2) donde las dos fascias se unen. Este espacio provee la ruta anatómica más importante para la diseminación de una infección entre el cuello y el tórax.
- Espacio prevertebral: Está rodeado por la fascia prevertebral, se extiende desde la base del cráneo hasta el cóccix, permitiendo a los organismos propagarse tan bajo como la vaina del músculo psoas.[7]

## Afecciones asociadas
Las infecciones del espacio parafaríngeo pueden ser consecuencia de faringitis, amigdalitis, parotiditis, otitis o mastoiditis, así como infecciones odontogénicas especialmente si el espacio masticador esta involucrado.